# جان کابات زین
Jon Kabat-Zinn به فارسی جان کابات زین (متولد، ۵ ژوئن ۱۹۴۴) یک استاد برجسته پزشکی در آمریکا و خالق کلینیک کاهش استرس و مرکز ذهن آگاهی در پزشکی، مراقبت‌های بهداشتی و جامعه در دانشکده پزشکی ماساچوست است. جان کابات زین شاگرد معلمان ذن بودایی مانند فیلیپ کاپلو، تیک نات هان و Seung Sahn و یکی از اعضای مؤسس مرکز کمبریج ذن بود. تمرین یوگا و تحصیل با معلمان بودایی باعث شد تا آموزه‌های آنها را با یافته‌های علمی ادغام کند. او ذهن آگاهی را آموزش می‌دهد، که می‌گوید می‌تواند به افراد در مقابله با استرس، اضطراب، درد و بیماری کمک کند. برنامه کاهش استرس ایجاد شده توسط جان کابات زین، کاهش استرس مبتنی بر ذهن آگاهی (MBSR)، توسط مراکز پزشکی، بیمارستانها و سازمانهای نگهداری سلامت ارائه می‌شود و در کتاب زندگی کامل فاجعه توضیح داده شده‌است. 